# 華房良輔
華房 良輔（はなふさ りょうすけ、1930年 - 2009年11月8日）は、文筆家、芸人。

## 生涯
大阪生まれ。父は俳人の華房北洲。野坂昭如とは幼年時代からの友。日本大学中退。
退学後は日雇い労働者、教員、歌手、司会、知的障害児の教育、ラジオ・テレビの子ども向番組の脚本執筆、雑文業、農場経営を経て、著述・芸能へ。門付芸の戎まわしの芸を継承している。
読売新聞・よみうりテレビ共催のビデオ・コンテストで、1990年教育部門銀賞、同91年グランプリ、同92年教育部門金賞を受賞（いずれも作・演出）。94年有機農法ビデオ『天に逆らわず』を製作。

## 著書
- 『パーティ幹事の演出と心得』東栄堂　1966
- 『のぞくべからず 紳士の行動・淑女の欲望』青春出版社プレイブックス　1967
- 『ダマしの奥義 人を舌に巻き込む裏の知恵』青春出版社プレイブックス　1968
- 『いたずらの冒険 一日24時間の楽しみかた』ベストセラーズ　1969
- 『即席即答 寸鉄人を刺す やっこりぁまいった』青春出版社プレイブックス 1969
- 『らくがき闘争 俺をインポにするヤツらへ』青春出版社プレイブックス 1970
- 『臨床的獣姦学入門 高級知的戯論文 未だ世界に類をみない疑似性科学刊行物』カイガイ出版部 1976
- 『無くて七癖』エフプロ出版 1977
- 『みっちゃんみちみち ことば遊びのたのしさ』月刊ペン社 1977
- 『都会人でも有機農業で食えた ふえろう村かく闘えり』アニマ2001 1994
- 『伊賀の手仕事 職人の世界をたずねて』風媒社 1996
- 『天皇陛下万歳とお笑い漫才 伝統芸能の謎を解く』解放出版社 2003

共著
- 『色釈歳時記』野坂昭如共著 絵：田村勝彦 風媒社 1975

## 注
1. ↑  伊賀百筆
2. ↑  『天皇陛下万歳とお笑い漫才』著者紹介